# Праґа-Ґурна
Праґа-Ґурна (пол. Praga Górna) — село в Польщі, у гміні Сенно Ліпського повіту Мазовецького воєводства.
Населення — 62 особи (2011).
У 1975-1998 роках село належало до Радомського воєводства.

## Демографія
Демографічна структура станом на 31 березня 2011 року:
|          | Загалом | Допрацездатний вік | Працездатний вік | Постпрацездатний вік |
| -------- | ------- | ------------------ | ---------------- | -------------------- |
| Чоловіки | 37      | 9                  | 24               | 4                    |
| Жінки    | 25      | 3                  | 18               | 4                    |
| Разом    | 62      | 12                 | 42               | 8                    |